# آلبرتینا واکر
آلبرتینا واکر (به انگلیسی: Albertina Walker) (زاده ۲۹ اوت ۱۹۲۹-درگذشته ۸ اکتبر ۲۰۱۰) خواننده، ترانه‌سرا، بازیگر آمریکایی بود.
از فیلم‌های معروف او می‌توان به بازی در فیلم جهش ایمان اشاره کرد.